# Карпиноне
Карпино̀не (на италиански: Carpinone) е село и община в Централна Италия, провинция Изерния, регион Молизе. Разположено е на 636 m надморска височина. Населението на общината е 1225 души (към 2010 г.).